# Skytrans Airlines
Skytrans Airlines — австралийская авиакомпания со штаб-квартирой в городе Кэрнс, работающая в сферах чартерных и регулярных пассажирских перевозок внутри страны и за её пределами.
Портом приписки перевозчика и его главным транзитным узлом (хабом) является аэропорт Кэрнс, в качестве дополнительного хаба авиакомпания использует аэропорт Брисбена.

## История
Skytrans Airlines была основана в октябре 1990 года в качестве исключительно чартерного авиаперевозчика, однако уже в 1993 году начала выполнение регулярных рейсов по аэропортам региона. В ноябре 2000 года компания объединилась с другим небольшим регионалом AirSwift Aviation, штаб-квартира которого так же находилась в Кэрнсе. В июне 2001 года к Skytrans Airlines перешли права на обслуживание регулярных маршрутов из Кэрнса в Куктаун и Карумбу, ранее принадлежавшие MacAir Airlines. В январе 2005 года авиакомпания начала выполнение части рейсов из Кэрнса и Таунсвилла под торговой маркой QantasLink крупнейшего коммерческого оператора страны Qantas Airways.
В декабре 2006 года Skytrans Airlines была выкуплена группой инвесторов у холдинга «Australian Aviation Holdings», которому так же принадлежали авиакомпании Queensland Regional Airlines (QRA) и Inland Pacific Air. Позднее Skytrans и QRA прошли через процедуру объединения компаний и в настоящее время работают под общим брендом Skytrans Airlines.
В июле 2009 года авиакомпания сменила собственный идентификатор ИАТА c NP на Q6.

## Флот

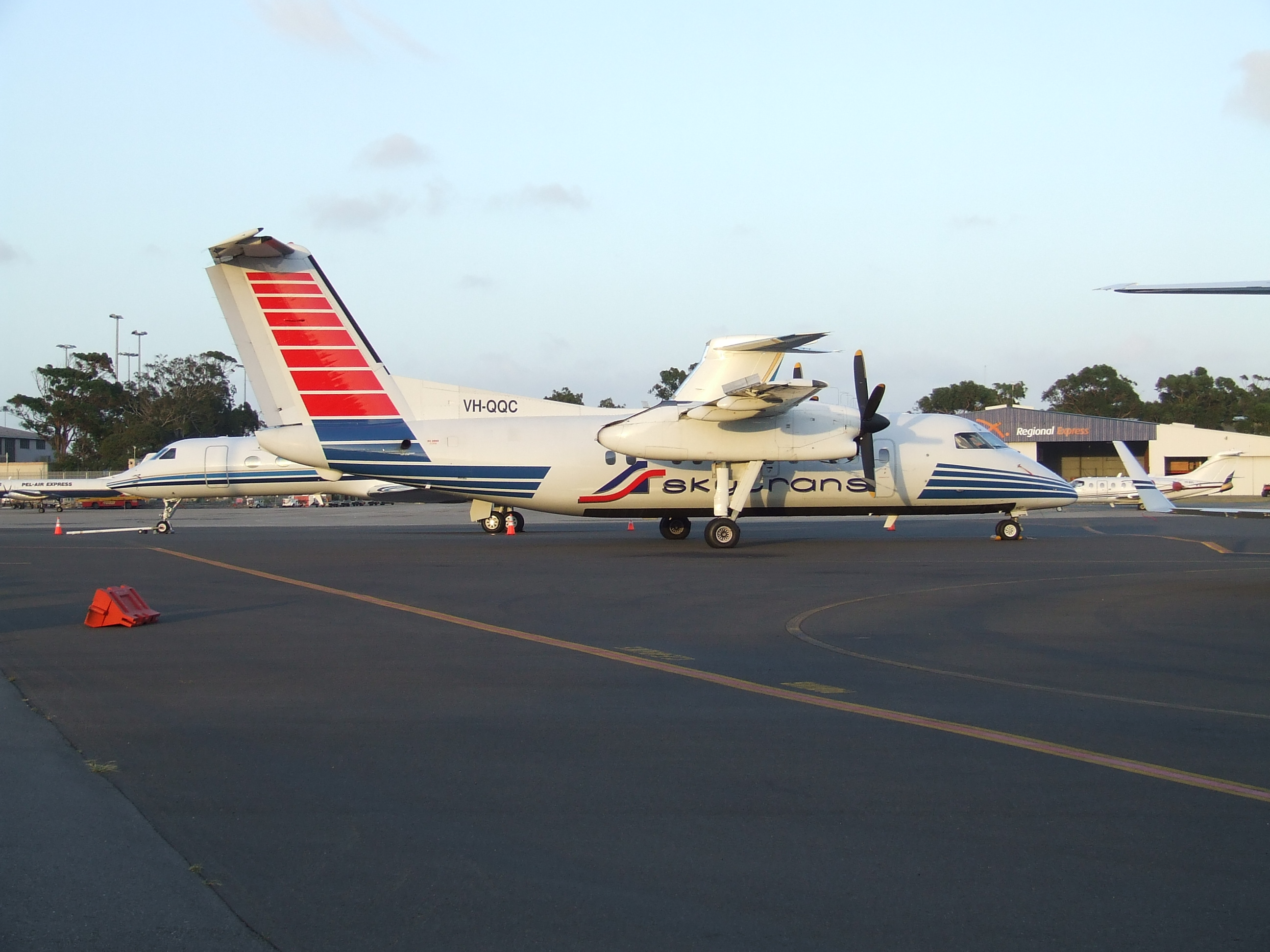
de Havilland Canada DHC-8 авиакомпании Skytrans Airlines

В ноябре 2012 года воздушный флот авиакомпании Skytrans Airlines составляли следующие самолёты:

## Деятельность
Skytrans Airlines осуществляет регулярные перевозки по аэропортам Северного Квинсленда, выполняет чартерные рейсы по всей Австралии, в Папуа-Новую Гвинею и страны юго-западной части Тихоокеанского региона, а также работает по контрактам с горнодобывающими компаниями Австралии на перевозку вахтовиков.
Маршрутная сеть регулярных перевозок авиакомпании охватывает следующие города:
- из Кэрнса: Локхарт-Ривер, Коэн, Орукун, Маунт-Айза, Бамага, Эдвард-Ривер, Нормантон, Думаджи, Гануна, Берктаун и Кауаньяма;
- из Брисбена: Тувумба, Чарливилл, Куилпи, Уиндора, Бердсвилл, Бедури, Булия, Маунт-Айза, Сент-Джордж, Куннамулла и Таргоминда. В марте 2012 года запущен регулярный маршрут между Сиднеем и Тувумбой, полёты по которому выполняются на самолётах DHC Dash-8[4].

Три лайнера DHC Dash-8 Skytrans Airlines работают в «мокром лизинге» в авиакомпании Maroomba Airlines.

## Регулярные маршруты
По состоянию на март 2011 года маршрутная сеть регулярных перевозок авиакомпании Skytrans Airlines включала в себя следующие аэропорты:

| - Орукун — аэропорт Орукун - Бамага — аэропорт Северного Полуострова - Бедури — аэропорт Бедури - Бердсвилл — аэропорт Бердсвилл - Булия — аэропорт Булия - Брисбен — аэропорт Брисбена - Берктаун — аэропорт Берктаун - Кэрнс — аэропорт Кэрнса - Чарлевилл — аэропорт Чарлевилл - Клермонт — аэропорт Клермонт - Коэн — аэропорт Коэн - Каннамалла — аэропорт Каннамалла - Думаджи — аэропорт Думаджи | - Эдвард-Ривер (Пормперао) — аэропорт Эдвард-Ривер - Гануна (Морнингтон) — аэропорт Морнингтон-Айленд - Кауаньяма — аэропорт Кауаньяма - Локхарт-Ривер — аэропорт Локхарт-Ривер - Маунт-Айза — аэропорт Маунт-Айза - Нормантон — аэропорт Нормантон - Куилпи — аэропорт Куилпи - Сент-Джордж — аэропорт Сент-Джордж - Сидней — аэропорт Сиднея - Таргоминда — аэропорт Таргоминда - Тувумба — аэропорт Тувумба - Уиндора — аэропорт Уиндора |

## Общественная деятельность
Авиакомпания Skytrans Airlines является генеральным спонсором команды Cairns Taipans, выступающей на Чемпионате Австралазии по бескетболу, и одним из спонсоров Австралийской футбольной лиги, «Choice Business Australia», «Harold’s House» и Квинслендского Центра по исследованию раковых заболеваний.